# Бём, Герман
Герман Бём (нем. Hermann Boehm; 18 января 1884, Рыбник — 11 апреля 1972, Киль) — немецкий военно-морской деятель, генерал-адмирал (1 апреля 1941 года).

## Биография
Родился 18 января 1884 года в Верхней Силезии. 1 апреля 1903 года в возрасте 19 лет поступил в Кайзерлихмарине кадетом. Окончил военно-морское училище со специальным курсом (1905). С 1905 года служил на надводных кораблях. 28 сентября 1906 года произведен в лейтенанты.
С 1 октября 1909 года командир роты 4-го морского артиллерийского батальона, с 15 сентября 1910 года командир роты 2-й дивизии миноносцев, с 1 декабря 1911 года командовал миноносцами, одновременно в 1915—18 годах флаг-лейтенант 6-й флотилии миноносцев.

### Первая мировая война
С 19 сентября 1914 года в звании капитан-лейтенант. Во время 1-й мировой войны участвовал в морском сражении в Скагерраке (1916). С 28 июля 1918 года адъютант штаба военно-морской станции «Нордзее».

### Межвоенная служба
16 марта 1919 года уволен по сокращению из флота, но 28 августа 1920 года возвращен на службу и назначен преподавателем навигации в военно-морское училище в Мюрвике. С 28 марта 1923 года — 1-й офицер Адмирал-штаба в штабе военно-морской станции «Нордзее».
С 18 мая 1926 года — командир 2-й флотилии миноносцев, с 27 сентября 1928 года — советник, с 28 сентября 1929 года — начальник Морского департамента Морского управления.
1 июля 1930 года получает звание капитан 1-го ранга. С 30 сентября 1932 по 2 октября 1933 года — начальник штаба командующего флотом. 3 октября 1933 года назначен командиром линейного корабля (броненосца) «Гессен».
В 1934—38 годах, в том числе и во время Гражданской войны в Испании, занимал посты командующего разведывательными силами флота (25 сентября 1934 — 27 сентября 1937 года) и командующего германской эскадрой в Испании (25 августа — 5 октября, 14 ноября — 15 декабря 1936 года, 20 марта — 14 мая, 23 июня — 3 августа 1937 года).
С 4 октября 1937 года командующий адмирал военно-морской станции «Нордзее». С 1 ноября 1938 года — командующий надводным флотом Германии.

### Вторая мировая война
Считался способным военачальником, но не пользовался поддержкой главнокомандующего адмирала Эриха Редера, который 21 октября 1939 года заменил его вице-адмиралом В. Маршаллом. Одной из причин было то, что Редера оскорбила формулировка приказа, выпущенного оперативным отделом Бёма.
10 апреля 1940 года получил назначение командующим адмиралом в Норвегии и занимал этот пост до 1 февраля 1943 года, когда его статус был повышен и должность Бёма стала называться начальник Высшего командования ВМС в Норвегии, однако уже 3 марта 1943 года отстранен гроссадмиралом Карлом Дёницем за противодействие имперскому комиссару Норвегии Йозефу Тербовену и «недостаточный национал-социализм».
31 мая 1943 года уволен в отставку, но 1 марта 1944 года неожиданно назначен в инспекцию военно-морских учебных заведений. 31 марта 1945 года в третий раз, уже окончательно, уволен в отставку. 
Умер 11 апреля 1972 года в Киле.

## Награды
- Железный крест (1914) 2-го и 1-го класса
- Королевский орден Дома Гогенцоллернов рыцарский крест с мечами
- Крест Фридриха Августа 2-го и 1-го класса
- Нагрудный знак «За ранение» (1918) чёрный
- Медаль «За Испанскую кампанию» (Испания)
- Испанский крест
- Медаль «За выслугу лет в вермахте» 4-го, 3-го, 2-го и 1-го класса
- Медаль «В память 13 марта 1938 года»
- Пряжка к Железному кресту (1939) 2-го и 1-го класса
- Немецкий крест в золоте (20.11.1941)